# Malko Instrumenty Muzyczne
Malko Instrumenty Muzyczne – polska firma, z siedzibą w Częstochowie zajmująca się sprzedażą instrumentów muzycznych .

## Historia
Pod nazwą „Malko” firma istnieje od 1888 roku. Wcześniej nosiła nazwę Choynowski. W roku 1925 firma reklamowała się jako wytwórca instrumentów dla orkiestr wojskowych i cywilnych oraz sygnałów.  Do 1950 roku firma zajmowała się produkcją instrumentów muzycznych i posiadała własne sklepy. W Muzeum Instrumentów Muzycznych w Poznaniu znajdują się instrumenty wyprodukowane przez firmę MALKO. Po 1950 roku wprowadzone ograniczenia nie pozwalały na produkcję ani na sklepy i ograniczono firmę do świadczenia usług serwisowych.
W 2012 r. Firma zbankrutowała i została postawiona w stan likwidacji.